# یوسوکه ایمامورا
یوسوکه ایمامورا (ژاپنی: 今村 優介؛ زادهٔ ۲۷ دسامبر ۱۹۹۷) یک بازیکن فوتبال اهل ژاپن است.
از باشگاه‌هایی که در آن بازی کرده‌است می‌توان به باشگاه فوتبال آزول کلارو نومازو اشاره کرد.